# Seznam prezidentů Moldavska

Vlajka moldavského prezidenta
Poměr stran: 1:1

Prezident Moldavské republiky je hlavou země. Je volen od roku 1990 na čtyřleté období, od roku 2016 je volen přímo. Mezi lety 2000–2012 byl volen nepřímo a volbu musel schválit parlament alespoň dvoutřetinovou většinou, což bylo shledáno protiústavním.

## Seznam

### Moldavská demokratická republika(1917-1918)
| Č. | Portrét | Jméno                   | Nástup do úřadu   | Opuštění úřadu | Strana | Strana                     |
| -- | ------- | ----------------------- | ----------------- | -------------- | ------ | -------------------------- |
| 1  |         | Ion Inculeț (1884–1940) | 15. prosince 1917 | 9. dubna 1918  |        | Besarabská rolnická strana |

### Moldavská sovětská socialistická republika(1940-1991)

#### První tajemníci Komunistické strany Moldavska
| Č. | Portrét | Jméno                       | Nástup do úřadu    | Opuštění úřadu     | Strana | Strana                        |
| -- | ------- | --------------------------- | ------------------ | ------------------ | ------ | ----------------------------- |
| 1  |         | Pjotr Borodin (1905–1986)   | 2. srpna 1940      | 11. února 1942     |        | Komunistická strana Moldavska |
| 2  |         | Nikita Salogor (1901–1982)  | 13. února 1942     | 5. ledna 1946      |        | Komunistická strana Moldavska |
| 3  |         | Nicolae Coval (1904–1970)   | 5. ledna 1946      | 26. července 1950  |        | Komunistická strana Moldavska |
| 4  |         | Leonid Brežněv (1906–1982)  | 26. července 1950  | 25. října 1952     |        | Komunistická strana Moldavska |
| 5  |         | Dmitrij Gladkij (1911–1959) | 25. října 1952     | 8. února 1954      |        | Komunistická strana Moldavska |
| 6  |         | Zynovyj Serdjuk (1903–1982) | 8. února 1954      | 29. května 1961    |        | Komunistická strana Moldavska |
| 7  |         | Ivan Bodjul (1918–2013)     | 29. května 1961    | 22. prosince 1980  |        | Komunistická strana Moldavska |
| 8  |         | Semion Grossu (* 1934)      | 22. prosince 1980  | 16. listopadu 1989 |        | Komunistická strana Moldavska |
| 9  |         | Petru Lucinschi (* 1940)    | 16. listopadu 1989 | 5. února 1991      |        | Komunistická strana Moldavska |
| 10 |         | Grigore Eremei (* 1935)     | 5. února 1991      | 23. srpna 1991     |        | Komunistická strana Moldavska |

#### Předsedové Nejvyššího sovětu Moldavské SSR
| Č. | Portrét | Jméno                     | Nástup do úřadu | Opuštění úřadu | Strana | Strana                        |
| -- | ------- | ------------------------- | --------------- | -------------- | ------ | ----------------------------- |
| 1  |         | Mircea Snegur (1940–2023) | 27. dubna 1990  | 3. září 1990   |        | Komunistická strana Moldavska |

### Moldavská republika(od 1991)
| Č. | Portrét          | Jméno                     | Nástup do úřadu   | Opuštění úřadu    | Volby     | Strana                            | Strana                                  | Předseda vlády            |
| -- | ---------------- | ------------------------- | ----------------- | ----------------- | --------- | --------------------------------- | --------------------------------------- | ------------------------- |
| 1  | Mircea Snegur    | Mircea Snegur (1940–2023) | 3. září 1990      | 15. ledna 1997    | 1991      |                                   | nestraník                               | Mircea Druc (1990–1991)   |
| 1  | Mircea Snegur    | Mircea Snegur (1940–2023) | 3. září 1990      | 15. ledna 1997    | 1991      | Valeriu Muravschi (1991–1992)     | nestraník                               |                           |
| 1  | Mircea Snegur    | Mircea Snegur (1940–2023) | 3. září 1990      | 15. ledna 1997    | 1991      | Andrei Sangheli (1992–1994)       | nestraník                               |                           |
| 2  | Petru Lucinschi  | Petru Lucinschi (* 1940)  | 15. ledna 1997    | 7. dubna 2001     | 1996      |                                   | Demokratická agrární strana Moldavska   | Ion Ciubuc (1997–1999)    |
| 2  | Petru Lucinschi  | Petru Lucinschi (* 1940)  | 15. ledna 1997    | 7. dubna 2001     | 1996      | Ion Sturza (1999)                 | Demokratická agrární strana Moldavska   |                           |
| 2  | Petru Lucinschi  | Petru Lucinschi (* 1940)  | 15. ledna 1997    | 7. dubna 2001     | 1996      | Dumitru Braghiș (1999–2001)       | Demokratická agrární strana Moldavska   |                           |
| 3  | Vladimir Voronin | Vladimir Voronin (* 1941) | 7. dubna 2001     | 11. září 2009     | 2001      |                                   | Strana komunistů Moldavské republiky    | Vasile Tarlev (2001–2005) |
| 3  | Vladimir Voronin | Vladimir Voronin (* 1941) | 7. dubna 2001     | 11. září 2009     | 2005      | Zinaida Greceanîi (2008–2009)     | Strana komunistů Moldavské republiky    |                           |
| –  | Mihai Ghimpu     | Mihai Ghimpu (* 1951)     | 11. září 2009     | 28. prosince 2010 | –         |                                   | Liberální strana                        | Vlad Filat (2009–2013)    |
| –  | Vlad Filat       | Vlad Filat (* 1969)       | 28. prosince 2010 | 30. prosince 2010 | –         |                                   | Liberálně demokratická strana Moldavska | Vlad Filat (2009–2013)    |
| –  | Marian Lupu      | Marian Lupu (* 1966)      | 30. prosince 2010 | 23. března 2012   | –         |                                   | Demokratická strana Moldavska           | Vlad Filat (2009–2013)    |
| 4  | Nicolae Timofti  | Nicolae Timofti (* 1948)  | 23. března 2012   | 23. prosince 2016 | 2011–2012 |                                   | nestraník                               | Vlad Filat (2009–2013)    |
| 4  | Nicolae Timofti  | Nicolae Timofti (* 1948)  | 23. března 2012   | 23. prosince 2016 | 2011–2012 | Iurie Leancă (2013–2015)          | nestraník                               |                           |
| 4  | Nicolae Timofti  | Nicolae Timofti (* 1948)  | 23. března 2012   | 23. prosince 2016 | 2011–2012 | Chiril Gaburici (2015)            | nestraník                               |                           |
| 4  | Nicolae Timofti  | Nicolae Timofti (* 1948)  | 23. března 2012   | 23. prosince 2016 | 2011–2012 | Valeriu Streleț (2015)            | nestraník                               |                           |
| 4  | Nicolae Timofti  | Nicolae Timofti (* 1948)  | 23. března 2012   | 23. prosince 2016 | 2011–2012 | Pavel Fiilip (2016–2019)          | nestraník                               |                           |
| 5  | Igor Dodon       | Igor Dodon (* 1975)       | 23. prosince 2016 | 24. prosince 2020 | 2016      |                                   | Strana socialistů Moldavské republiky   |                           |
| 5  | Igor Dodon       | Igor Dodon (* 1975)       | 23. prosince 2016 | 24. prosince 2020 | 2016      | Maia Sanduová (2019)              | Strana socialistů Moldavské republiky   |                           |
| 5  | Igor Dodon       | Igor Dodon (* 1975)       | 23. prosince 2016 | 24. prosince 2020 | 2016      | Ion Chicu (2019–2020)             | Strana socialistů Moldavské republiky   |                           |
| 6  | Maia Sanduová    | Maia Sanduová (* 1972)    | 24. prosince 2020 | úřadující         | 2020      |                                   | Strana akce a solidarity                |                           |
| 6  | Maia Sanduová    | Maia Sanduová (* 1972)    | 24. prosince 2020 | úřadující         | 2020      | Natalia Gavrilitsaová (2021–2023) | Strana akce a solidarity                |                           |
| 6  | Maia Sanduová    | Maia Sanduová (* 1972)    | 24. prosince 2020 | úřadující         | 2020      | Don Recean (od 2023)              | Strana akce a solidarity                |                           |
| 6  | Maia Sanduová    | Maia Sanduová (* 1972)    | 24. prosince 2020 | úřadující         | 2024      |                                   | Strana akce a solidarity                |                           |